# Yllenus univittatus
Yllenus univittatus är en spindelart som först beskrevs av Simon 1871.  Yllenus univittatus ingår i släktet Yllenus och familjen hoppspindlar. Inga underarter finns listade i Catalogue of Life.